# Mariah Bell
Mariah Bell (* 18. April 1996 in Tulsa) ist eine ehemalige US-amerikanische Eiskunstläuferin, die im Einzellauf startete.

## Karriere
Bell erzielte bereits bei den Junioren Erfolge auf nationaler und internationaler Ebene. Sie wurde im Jahr 2013 US-amerikanische Vizemeisterin bei den Junioren und gewann beim Junior-Grand-Prix 2013 in Mexiko-Stadt die Bronzemedaille.
Seit der Saison 2014/15 startet Bell bei den Erwachsenen. Bei ihrem internationalen Debüt, der Nebelhorn Trophy 2014 in Oberstdorf, erreichte sie den fünften Platz. Nach einem achten Platz bei Skate America 2015, ihrem ersten Wettbewerb der ISU-Grand-Prix-Serie, gewann sie bei Skate America 2016 mit Silber ihre erste Grand-Prix-Medaille.
Bei ihren ersten Weltmeisterschaften, 2017 in Helsinki, gelang ihr mit Platz 13 im Kurzprogramm die Qualifikation für die Kür. Insgesamt wurde sie Zwölfte. Nach einem weiteren zwölften Platz im Jahr 2018 verbesserte sie sich bei den Weltmeisterschaften 2019 in Stockholm auf den neunten Platz. Bei der World Team Trophy 2019 trug Bell mit einem sechsten Platz im Einzelergebnis bei den Damen zur Goldmedaille des US-amerikanischen Teams bei.
Für die olympische Saison 2021/22 wählte Bell Hallelujah, gesungen von k.d. lang, als Musik für ihre Kür. Im Januar 2022 wurde Bell erstmals US-amerikanische Meisterin. Mit einem Alter von 25 Jahren war sie die älteste Meisterin seit Beatrix Loughran im Jahr 1927. Bei den Olympischen Winterspielen 2022 wurde sie Zehnte, während sie bei den Weltmeisterschaften 2022 mit dem vierten Platz das beste Ergebnis bei Weltmeisterschaften ihrer Karriere erreichte.
Im Oktober 2022 gab Bell ihr Karriereende bekannt.

## Ergebnisse
| Meisterschaft / Jahr                       | 2014    | 2015    | 2016    | 2017    | 2018    | 2019    | 2020    | 2021    | 2022    |
| ------------------------------------------ | ------- | ------- | ------- | ------- | ------- | ------- | ------- | ------- | ------- |
| Olympische Winterspiele                    |         |         |         |         |         |         |         |         | 10.     |
| Weltmeisterschaften                        |         |         |         | 12.     | 12.     | 9.      |         |         | 4.      |
| Vier-Kontinente-Meisterschaften            |         |         |         | 6.      | 5.      | 6.      |         |         |         |
| US-amerikanische Meisterschaften           | 13.     | 6.      | 11.     | 3.      | 5.      | 3.      | 2.      | 5.      | 1.      |
| Wettbewerb / Saison                        | 2013/14 | 2014/15 | 2015/16 | 2016/17 | 2017/18 | 2018/19 | 2019/20 | 2020/21 | 2021/22 |
| GP Internationaux de France                |         |         |         |         |         |         | 3.      |         | 6.      |
| GP NHK Trophy                              |         |         |         |         | 9.      | 5.      |         |         |         |
| GP Rostelecom Cup                          |         |         |         |         | 6.      |         | 3.      |         | 4.      |
| GP Skate America                           |         |         | 8.      | 2.      |         |         |         | 1.      |         |
| GP Skate Canada                            |         |         |         |         |         | 4.      |         |         |         |
| CS Nebelhorn Trophy                        |         | 5.      |         |         |         | 4.      | 1.      |         |         |
| GP = Grand Prix, CS = ISU-Challenger-Serie |         |         |         |         |         |         |         |         |         |

## Galerie

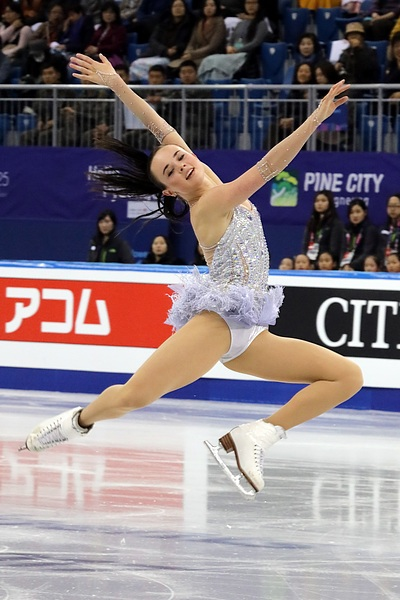
Vier-Kontinente-Meisterschaften 2017
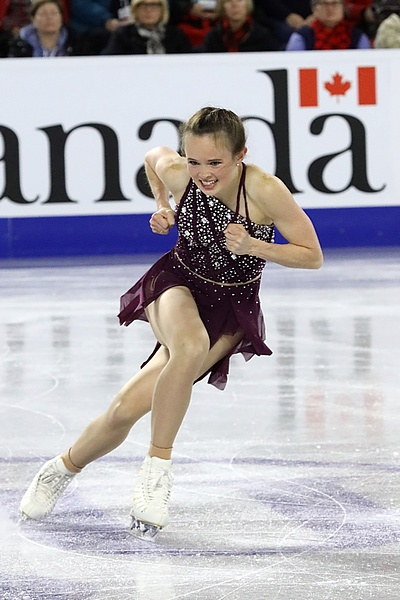
Skate Canada 2018
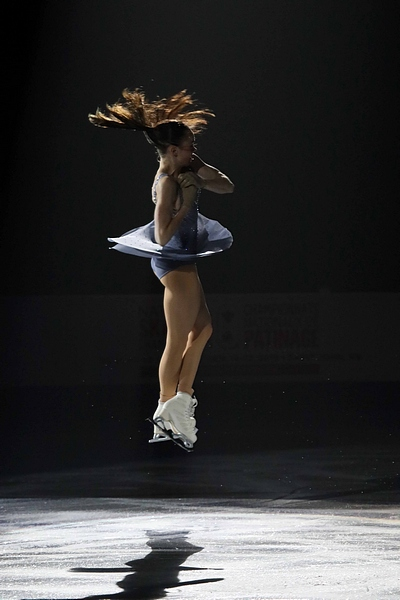
Skate Canada 2018 (Gala)
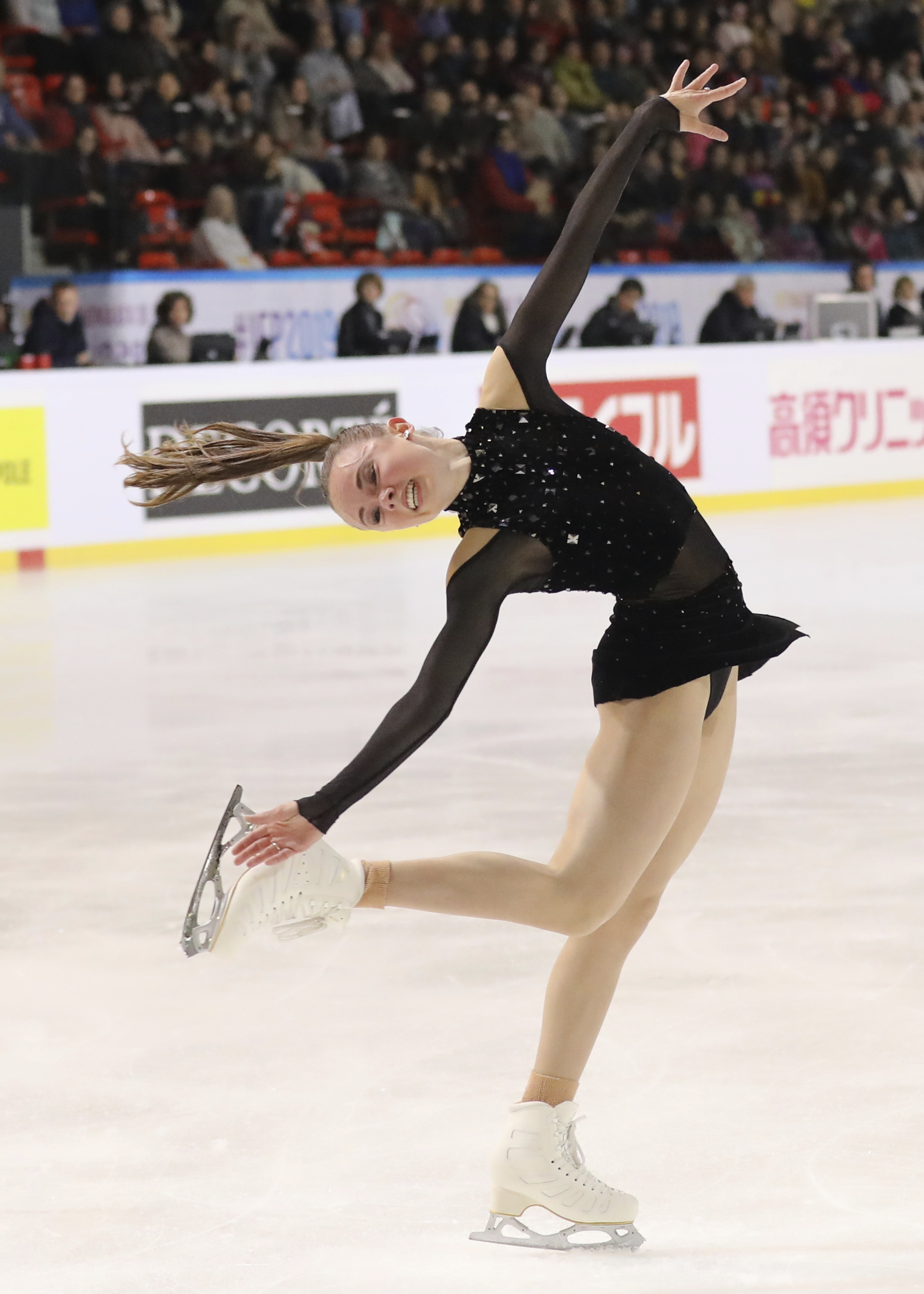
Internationaux de France 2019
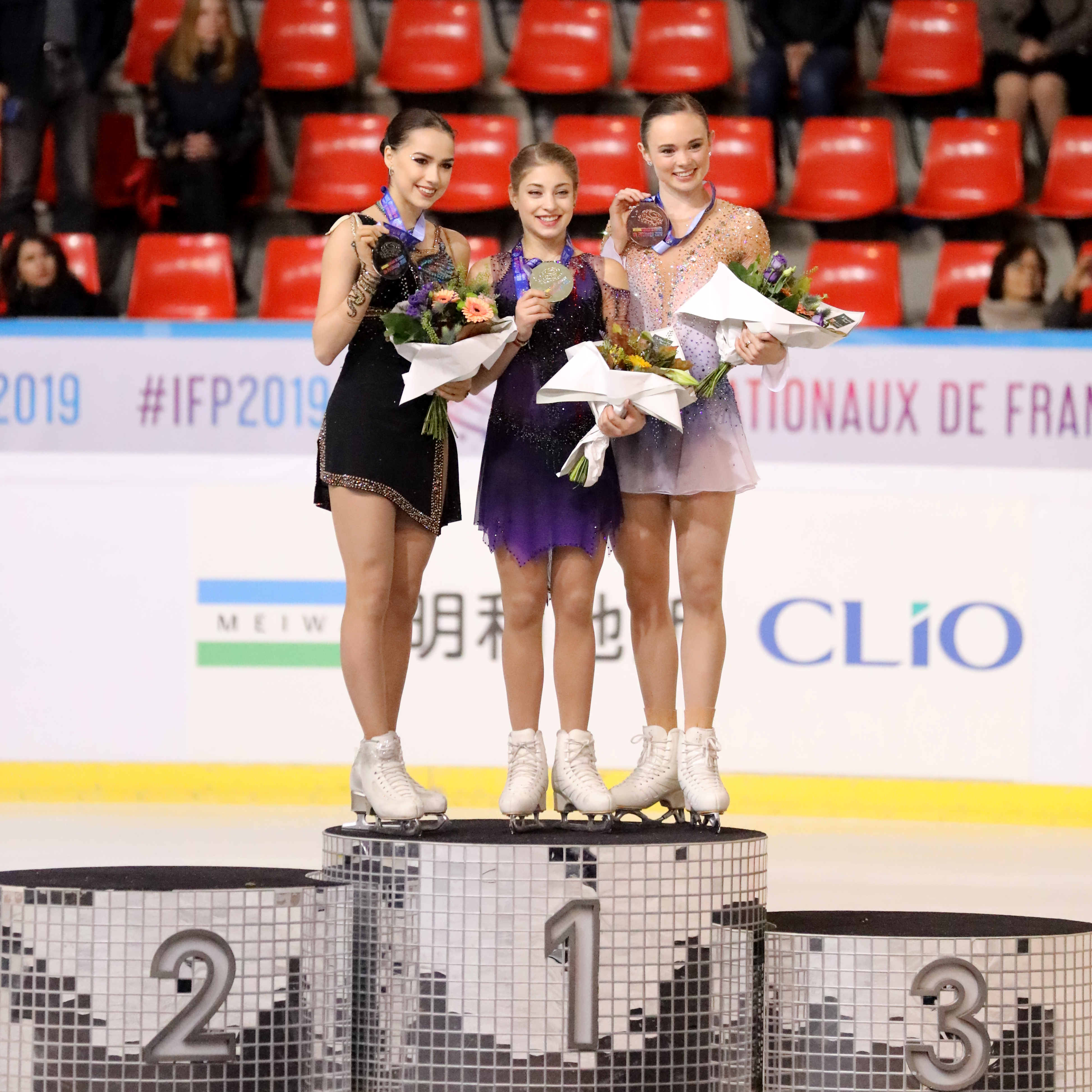
Bell (rechts) bei der Siegerehrung des Internationaux de France 2019